# Michael Bartels
Michael Bartels (Plettenberg, 8 maart 1968) is een Duitse autocoureur. Hij maakte zijn Formule 1-debuut in 1991 bij Lotus en werd ingeschreven voor vier Grands Prix, maar mocht in geen enkele ervan van start gaan. 
Hij was Duits karting kampioen in 1985 en Duits Formule Ford 1600 cc kampioen in 1986. In 1991 mocht hij dan zijn Formule 1-debuut maken bij Lotus, maar zonder succes. Hierna deed hij een stapje terug naar de F3000. In deze klasse eindigde hij vierde in het kampioenschap van 1992.
Hij racete in de DTM in de seizoenen 1994, 1995 en 1996. Momenteel rijdt hij voor Vitaphone Racing in de FIA GT en won met dat team samen met de Italiaan Andrea Bertolini in 2006 en 2008 het FIA GT kampioenschap in de GT1 klasse met een Maserati MC12.
Bartels had zeven jaar een relatie met Steffi Graf.